# Hans Eichel
Hans Eichel (født 24. december 1941 i Kassel) er en tysk politiker fra SPD. Han var fra 1975 til 1991 overborgmester i Kassel, fra 1991 til 1999 ministerpræsident i Hessen, fra 1. november 1998 til 23. april 1999 Forbundsrådspræsident og fra 1999 til 2005 Tysklands finansminister.